# Grimes Hill
Grimes Hill – osada w Anglii, w Worcestershire. Leży 31,6 km od miasta Worcester, 11,6 km od miasta Birmingham i 155,6 km od Londynu. W 2001 miejscowość liczyła 2514 mieszkańców.